# Geir Hallgrímsson
Geir Hallgrímsson (* 16. Dezember 1925; † 1. September 1990) war ein isländischer Politiker (Unabhängigkeitspartei) und zwischen 1974 und 1978 Premierminister Islands.
Geir war vom 19. November 1959 bis zum 1. Dezember 1972 Bürgermeister der Hauptstadt Reykjavík. Von 1970 bis 1983 war er Mitglied des Parlaments Althing. Zwischen 1983 und 1986 war er isländischer Außenminister, anschließend bis zu seinem Tod Vorsitzender Gouverneur der Isländischen Zentralbank (Seðlabanki Íslands). Von 1973 bis 1983 war er Vorsitzender der Unabhängigkeitspartei.
Geir nahm 1972–1974, 1977, 1978, 1980–1982, 1984–1988 und 1990 an der Bilderberg-Konferenz teil. Er war zudem Mitglied des Steering Committees.